# Musikjahr 1752
Liste der Musikjahre

◄◄ | ◄ | 1748 | 1749 | 1750 | 1751 | Musikjahr 1752 | 1753 | 1754 | 1755 | 1756 | ► | ►►

Weitere Ereignisse
Dieser Artikel behandelt das Musikjahr 1752.

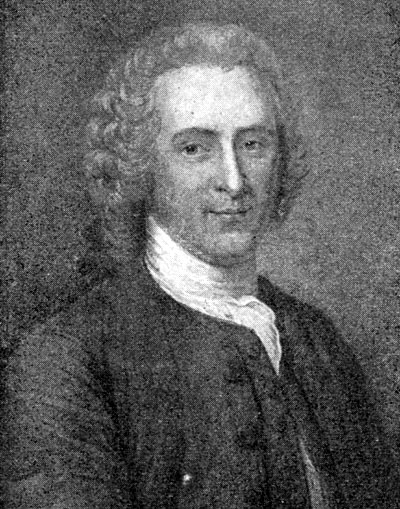
Jean-Jacques Rousseau

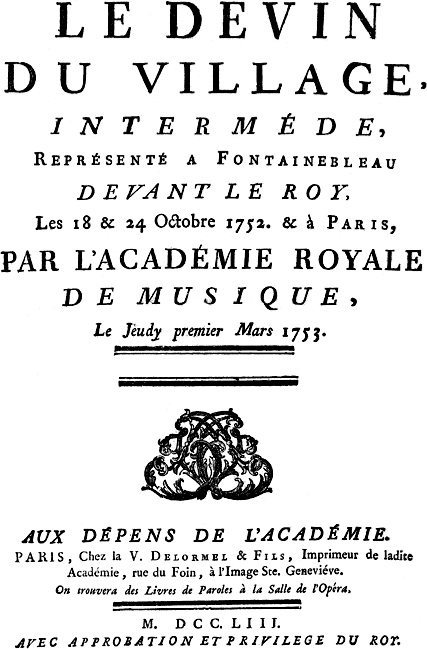
Libretto des Intermezzos Le devin du village

## Ereignisse
- 03. Februar: Das Opéra-Théâtre de Metz Métropole in Metz wird nach zwanzigjähriger Bauzeit eröffnet.
- 13. Juni: Die Komponistin Maria Teresa Agnesi und Antonio Pinottini heiraten.
- 25. September: Der spanische Komponist Antonio Soler wird Organist in El Escorial.
- 03. November: Georg Friedrich Händel wird wegen einer Augenerkrankung im Guy’s Hospital in London operiert.
- Christoph Willibald Gluck wird Konzertmeister in Wien.
- Der italienische Komponist und Gesangslehrer Nicola Porpora zieht von Dresden nach Wien.
- Der Komponist Johann Wilhelm Hertel wird Nachfolger seines Vaters Johann Christian Hertel als Kapellmeister am Hof von Mecklenburg-Strelitz.
- Der Komponist und Organist Anton Cajetan Adlgasser heiratet Maria Josepha Eberlin, Tochter von Johann Ernst Eberlin.
- Ferdinando Bertoni wird erster Organist im Markusdom in Venedig.
- In den letzten fünf Lebensjahren Domenico Scarlattis, von 1752 bis 1757, entstehen in Madrid handschriftliche Sammelbände mit annähernd 500 seiner Cembalosonaten.[1] Es gibt zwei große Sammlungen, die weitgehend übereinstimmen: Die größere war wahrscheinlich für Scarlattis Schülerin, die spanische Königin Maria Barbara, bestimmt, und besteht aus 15 Bänden, die sich heute in der Biblioteca Nazionale Marciana in Venedig befinden; allein 13 Bände davon entstanden ab 1752.[2] Auch die zweite Sammlung enthält 15 Bände, die alle ab 1752 aufgeschrieben wurden und sich heute in Parma in der Biblioteca Palatina des Conservatorio Arrigo Boito befinden. Die genaue Entstehungszeit der überlieferten Stücke ist nicht bekannt, dürfte jedoch weitgehend in den 1730er bis 1750er Jahren liegen.[3][4]

### Opern, andere Bühnenwerke und Oratorien
- 26. Februar: Das dramatische Oratorium Jephta von Georg Friedrich Händel hat seine Uraufführung am Theatre Royal in Covent Garden. Das Libretto schrieb – wie bei den vorangegangenen Oratorien Händels – Thomas Morell nach einem Bibeltext.
- 01. August: Eine Aufführung des Opernintermezzos La serva padrona von Giovanni Battista Pergolesi in Paris löst den Buffonistenstreit (querelle des Bouffons) zwischen Anhängern der französischen Oper und der italienischen Opera buffa aus. Der Streit zieht sich bis 1754 hin.
- 18. Oktober: Die Uraufführung des Intermezzos Le devin du village von Jean-Jacques Rousseau im Schloss Fontainebleau in Fontainebleau ist ein großer Erfolg und verschafft der französischen Opéra-comique gesellschaftliches Ansehen.
- 11. November: Die Uraufführung der Oper I portentosi effetti della madre Natura von Giuseppe Scarlatti findet am Teatro San Samuele in Venedig statt.
- 18. November: Die Oper Le Jaloux Corrigé von Michel Blavet wird im Château de Berny uraufgeführt.
- 26. Dezember: Die Oper Lucio Papirio von Ignazio Balbi nach einem Libretto von Apostolo Zeno wurde in Turin uraufgeführt. Die Leitung hatte Giovanni Battista Somis.

### Lehrbücher
- Johann Joachim Quantz verfasst für Friedrich den Großen das Lehrbuch Versuch einer Anweisung die Flöte traversiere zu spielen.
- Charles Avison veröffentlicht sein Traktat über den musikalischen Ausdruck unter dem Titel Essay on Musical Expression.

## Geboren

### Geburtsdatum gesichert
- 16. Januar: Nicolas François Guillard, französischer Librettist († 1814)
- 23. Januar: Muzio Clementi, italienischer Komponist († 1832)
- 05. Februar: Anton Walter, Wiener Klavierbauer († 1826)
- 13. März: Joseph Reicha, deutscher Cellist und Komponist († 1795)
- 04. April: Niccolò Antonio Zingarelli, italienischer Komponist († 1837)
- 05. April: Sébastien Érard, französischer Instrumentenbauer († 1831)
- 02. Mai: Ludwig August Lebrun, deutscher Oboist und Komponist († 1790)
- 14. Mai: Juliane Reichardt, deutsche Sängerin und Komponistin († 1783)
- 17. Mai: Johann Nepomuk Franz Seraph Rainprechter, deutsch-österreichischer Komponist († 1812)
- 31. Mai: John Marsh, englischer Komponist († 1828)
- 16. Juni: Meingosus Gaelle, deutscher katholischer Theologe, Physiker und Kirchenmusiker († 1816)
- 05. August: Johann Philipp Bach, deutscher Musiker und Maler († 1846)
- 25. August: Louise Diede zum Fürstenstein, deutsche Adelige und Pianistin († 1803)
- 04. September (getauft): Friedrich Ludwig Benda, deutscher Violinist und Komponist († 1792)
- 10. September: Johann Friedrich Christmann, württembergischer evangelischer Pfarrer und Komponist († 1817)
- 18. September: Georg Anton Bredelin, Lehrer, Schulvisitator, Dichter, Musiker und Komponist († 1814)
- 18. September: Johann Anton Sulzer, deutscher Theologe, Jurist, Hochschullehrer, Komponist, Dichter und religiöser Schriftsteller († 1828)
- 25. September: Carl Stenborg, schwedischer Komponist († 1813)
- 30. September: Justin Heinrich Knecht, deutscher Komponist, Organist, Dirigent, Musikpädagoge und Musiktheoretiker († 1817)
- 04. Oktober: Elisabeth Augusta Wendling, deutsche Opernsängerin († 1794)
- 13. Oktober: Johann Carl Christian Fischer, deutscher Komponist und Musiker († 1807)
- 22. Oktober: Ambrogio Minoja, italienischer Komponist († 1825)
- 29. Oktober: Anton Grams, österreichischer Violinvirtuose († 1823)
- 25. November: Johann Friedrich Reichardt, deutscher Komponist, Musikschriftsteller und -kritiker († 1814)
- 03. Dezember: Georg Friedrich Fuchs, deutscher Komponist, Klarinettist und Dirigent († 1821)
- 13. Dezember: Georg Friedrich Grüneberg, deutscher Orgelbauer († 1827)
- 15. Dezember: André da Silva Gomes, brasilianischer Komponist portugiesischer Herkunft († 1844)

### Genaues Geburtsdatum unbekannt
- Jean-Pierre Danigo, französischer Komponist († 1787)
- Johann Friedrich Falckenhagen, deutscher Orgelbauer († 1823)
- Jane Savage, englische Cembalistin und Komponistin († 1824)
- Rageth Mathis, Schweizer Glockengiesser in Chur († 1797)
- Johann Andreas Stein, deutscher Orgelbauer im Baltikum († 1821)
- Abraham Wood, amerikanischer Komponist († 1804)

### Geboren um 1752
- Francesco Bianchi, italienischer Opern-Komponist († 1810)

## Gestorben

### Todesdatum gesichert

Anne Henriette de Bourbon; † 10. Februar

- 10. Februar: Anne Henriette de Bourbon, Prinzessin von Frankreich und Gambistin (* 1727)
- 07. März: Pietro Castrucci, italienischer Violinist und Komponist (* 1679)
- 28. Mai: Renatus von Zinzendorf, deutscher Kirchenlieddichter (* 1727)
- 19. Juni: Hieronymus Albrecht Hass, Cembalobauer (* 1689)
- 17. Juli: Johann Wilhelm Grötzsch, deutscher Pfarrer und Kirchenliedschreiber (* 1688)
- 24. Juli: Michael Christian Festing, englischer Violinist und Komponist (* 1705)

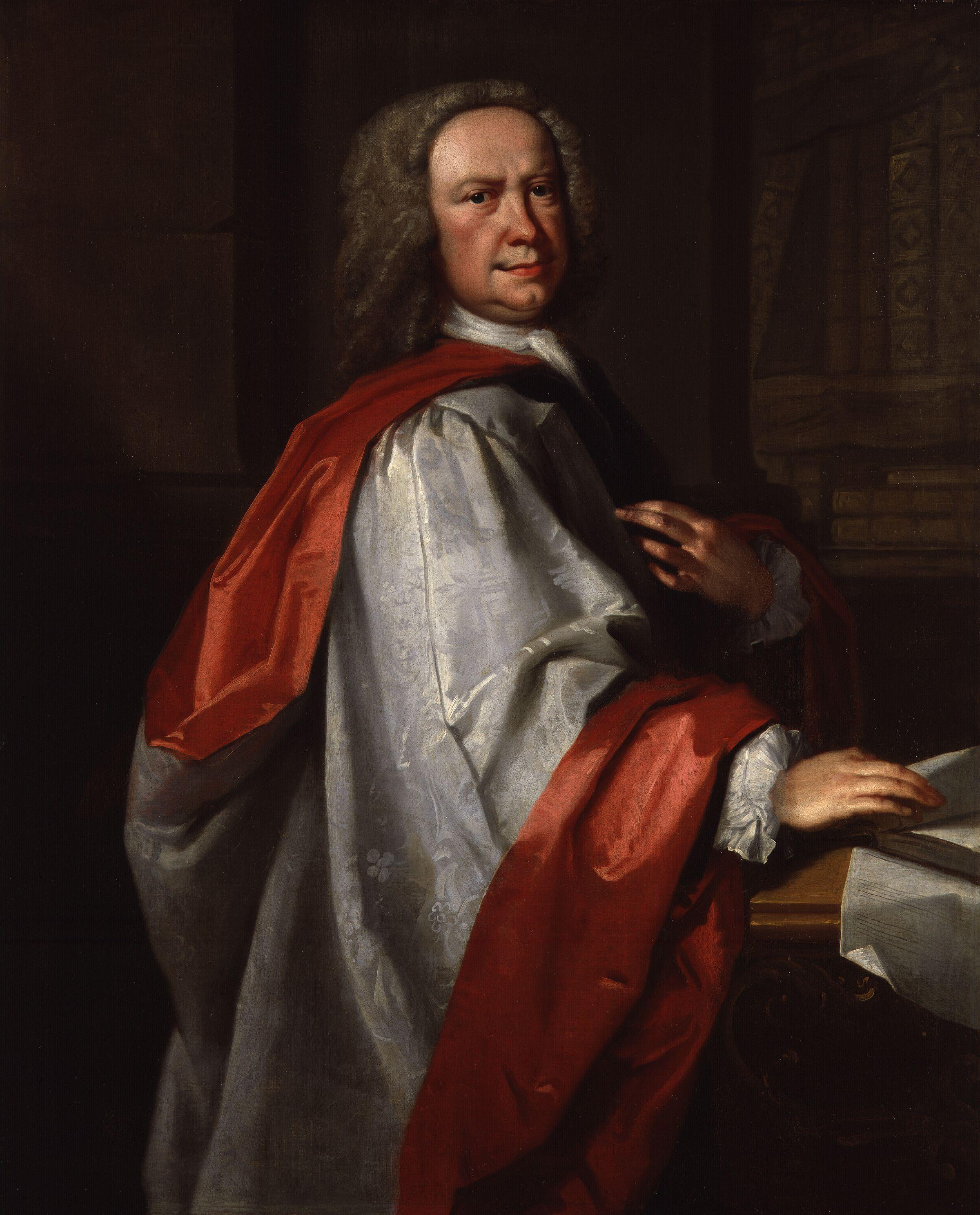
Johann Christoph Pepusch; † 31. Juli

- 31. Juli: Johann Christoph Pepusch, deutscher Bratschist, Komponist, Theaterdirektor, Musiktheoretiker und Organist (* 1667)
- 03. Dezember: Henri-Guillaume Hamal, Komponist in Lüttich (* 1685)

### Genaues Todesdatum unbekannt
- Johann Georg Benda, böhmischer Komponist (* 1713)
- Louis Fuzelier, französischer Dramatiker, Librettist, Lyriker und Sänger (* 1672 oder 1674)
- John Shore, britischer Trompeter und Lautenist, Erfinder der Stimmgabel (* um 1662)
- Anton Wilhelm Solnitz, deutsch-böhmischer Komponist (* um 1708)